# Crematogaster lotti
Crematogaster lotti är en myrart som beskrevs av Weber 1943. Crematogaster lotti ingår i släktet Crematogaster och familjen myror. Inga underarter finns listade i Catalogue of Life.